# Vol'ha Barabanščykava
Vol'ha Uladzimiraŭna Barabanščykava, accreditata come Olga Barabanschikova dalla WTA (in bielorusso Вольга Уладзіміраўна Барабаншчыкава?; Minsk, 2 novembre 1979), è un'ex tennista bielorussa.

## Carriera
Nel 1996 al torneo di Wimbledon vinse il Doppio ragazze in coppia con Amélie Mauresmo, sconfissero in finale Lilia Osterloh e Samantha Reeves con il punteggio di 5–7, 6–3, 6–1.
L'anno successivo giunse al terzo turno del DFS Classic 1997 - Singolare perdendo contro la francese Nathalie Tauziat che poi vinse il titolo. Stessa sorte al Gold Coast Classic 1997 - Doppio dove in coppia con Ludmila Richterová arrivò alle semifinali, perdendo dalle future vincitrici del titolo Ruxandra Dragomir e Silvia Farina.
Nel 1998 arrivò in finale all'Istanbul Cup perdendo contro Henrieta Nagyová, il risultato fu 6-4, 3-6, 7-6 per la sfidante. Nello stesso anno arrivò ad essere 49º (il 2 marzo del 1998).
Alle olimpiadi di Sidney arrivò quarta in coppia con Nataša Zvereva, perdendo dunque la possibilità di vincere la medaglia di bronzo che andò al Belgio con Els Callens e Dominique Monami. Prese parte all'evento anche come singolarista, ma uscì subito al primo turno.

## Curiosità
- Nel 2008 è stata scelta per annunciare i voti della Bielorussia all'Eurovision Song Contest.

## Statistiche

### Risultati in progressione
| Sigla | Risultato               |
| ----- | ----------------------- |
| V     | Vincitore               |
| F     | Finalista               |
| SF    | Semifinalista           |
| O     | Oro olimpico            |
| A     | Argento olimpico        |
| SF    | Bronzo olimpico         |
| QF    | Quarti di Finale        |
| 4T    | Quarto turno            |
| 3T    | Terzo turno             |
| 2T    | Secondo turno           |
| 1T    | Primo turno             |
| RR    | Round Robin             |
| LQ    | Turno di qualificazione |
| A     | Assente                 |
| ND    | Non disputato           |

| Legenda superfici    |
| -------------------- |
| Cemento              |
| Terra battuta        |
| Erba                 |
| Superficie variabile |

#### Singolare nei tornei del Grande Slam
| Torneo          | 1997 | 1998 | 1999 | 2000 | 2001 | 2002 | 2003 | 2004 |
| --------------- | ---- | ---- | ---- | ---- | ---- | ---- | ---- | ---- |
| Australian Open | A    | 3T   | A    | 2T   | 1T   | A    | A    | A    |
| Open di Francia | 1T   | 1T   | 2T   | 1T   | A    | A    | A    | A    |
| Wimbledon       | 2T   | 1T   | 2T   | 4T   | A    | A    | A    | A    |
| US Open         | 3T   | 2T   | 1T   | 1T   | A    | A    | A    | A    |

#### Doppio nei tornei del Grande Slam
| Torneo          | 1997 | 1998 | 1999 | 2000 | 2001 | 2002 | 2003 | 2004 |
| --------------- | ---- | ---- | ---- | ---- | ---- | ---- | ---- | ---- |
| Australian Open | A    | 1T   | A    | 1T   | A    | A    | A    | A    |
| Open di Francia | A    | 1T   | 1T   | A    | A    | A    | A    | A    |
| Wimbledon       | 1T   | 2T   | 2T   | A    | A    | A    | A    | A    |
| US Open         | A    | 1T   | A    | A    | A    | A    | A    | A    |

#### Doppio misto nei tornei del Grande Slam
| Torneo          | 1997 | 1998 | 1999 | 2000 | 2001 | 2002 | 2003 | 2004 |
| --------------- | ---- | ---- | ---- | ---- | ---- | ---- | ---- | ---- |
| Australian Open | A    | A    | A    | A    | A    | A    | A    | A    |
| Open di Francia | A    | A    | 3T   | A    | A    | A    | A    | A    |
| Wimbledon       | A    | 2T   | 1T   | A    | A    | A    | A    | A    |
| US Open         | A    | A    | A    | A    | A    | A    | A    | A    |